# Joseph von Karabacek
Joseph von Karabacek, född 20 september 1845, död 9 oktober 1918, var en österrikisk orientalist.
Karabacek blev professor i Orientens historia i Wien 1872 och direktör för hovbiblioteket där 1899. Han ordnade och beskrev den stora samlingen gammalegyptiska papyrer från Faijun, som av ärkehertig Rainer skänkts till biblioteket. Bland Karabaceks skrifter märks Der Papyrusfund von El-Faijûm (1882), Ergebnisse aus dem Papyrus Erzherzog Rainer (1889) och Mitteilungen zur orientalischen Altertumskunde (1907-18).